# Payette County
Payette County är ett administrativt område i delstaten Idaho, USA. År 2010 hade countyt 22 623 invånare (2010). Den administrativa huvudorten (county seat) är Payette. 

## Geografi
Enligt United States Census Bureau så har countyt en total area på 1 062 km². 1 055 km² av den arean är land och 7 km² är vatten. 

### Angränsande countyn
- Washington County - nord
- Gem County - öst
- Canyon County - syd
- Malheur County, Oregon - väst